# Coppa dei Campioni del Golfo 1989
La Coppa dei Campioni del Golfo 1989 (in arabo دوري أبطال الخليج للأندية) è stata la 7ª edizione della coppa a cui presero parte 5 squadre da 5 federazioni provenienti da tutto il Golfo Persico.
La competizione è stata vinta dagli omaniti del Fanja Club che si è aggiudicato la prima edizione della coppa nella sua storia, dopo aver vinto la finale contro i qatarioti dell'Al-Muharraq Sports Club.

## Risultati
| Team            | Pts | Pld | W | D | L | GF | GA | GD |
| --------------- | --- | --- | - | - | - | -- | -- | -- |
| Al Arabi Kuwait | 5   | 4   | 2 | 1 | 1 | 8  | 6  | +2 |
| Muharraq Club   | 5   | 4   | 2 | 1 | 1 | 6  | 4  | +2 |
| Al-Fanja        | 5   | 4   | 2 | 1 | 1 | 6  | 4  | +2 |
| Al Wasl         | 4   | 4   | 2 | 0 | 2 | 4  | 6  | −2 |
| Al-Hilal        | 1   | 4   | 0 | 1 | 3 | 4  | 8  | −4 |

- Fanja partecipa solo alla GCC

Tutte le partite giocate in Bahrein.
| Agosto 7, 1989  | Al Arabi | 1–2 | Muharraq |
| Agosto 8, 1989  | Al Wasl  | 1–0 | Al Hilal |
| Agosto 9, 1989  | Al Arabi | 1–1 | Fanja    |
| Agosto 10, 1989 | Muharraq | 1–2 | Al Wasl  |
| Agosto 11, 1989 | Fanja    | 2–1 | Al Hilal |
| Agosto 14, 1989 | Al Arabi | 2–1 | Al Wasl  |
| Agosto 15, 1989 | Muharraq | 2–0 | Fanja    |
| Agosto 16, 1989 | Al Arabi | 4–2 | Al Hilal |
| Agosto 17, 1989 | Fanja    | 3–0 | Al Wasl  |
| Agosto 18, 1989 | Muharraq | 1–1 | Al Hilal |

Playoff per il primo posto in AFC Champions League
| Agosto 20, 1989 | Muharraq | 1–0 | Al Arabi |

Finale
| Agosto 22, 1989 | Muharraq | 1–1 2-4 pens | Fanja |